# Monica Mattos
Mónica Monteiro da Silva, más conocida como Monica Mattos (São Paulo, 6 de noviembre de 1983) es una exactriz y directora de películas pornográficas brasileña. También es la presentadora del programa “Uma Noite no Paraíso” (Una noche en el Paraíso), del canal para adultos TVA.

## Biografía
Inició su carrera con tan solo 18 años de edad, influenciada por un amigo que le presentó a un productor de cine para adultos con más de 300 películas realizadas en diversas productoras nacionales e internacionales.
En 2006, fue centro de una gran controversia al aparecer en un video practicándole sexo oral a un caballo, además de fotos donde practicaba fisting, escenas de vomito y orinando. La divulgación de las fotos y videos causó gran controversia en el público brasileño amante de las películas para adultos.
Fue contratada por el grupo “Brasileirinhas”, películas protagonizando por celebridades como los actores Matthew Carrieri y Alexandre Frota. En 2007 fue contratada para trabajar exclusivamente para “Sexxxy Brasil”. También participó en algunas producciones norteamericanas a partir del 2005.
En 2008 se consagró como la primera latinoamericana en ganar el premio 2008 AVN en la categoría “"Female Foreign Performer of the Year" (Interpretación Femenina Extranjera del Año). En 2010 fue llamada por el director y productor de cine independiente Newton Uzeda a participar en su primera película no-erótica, un cortometraje de terror.

## Filmografía
| Productora                   | Año  | Película                          |
| ---------------------------- | ---- | --------------------------------- |
| Brasileirinhas               | 2008 | Ilha Do Prazer.                   |
| Brasileirinhas               | 2007 | Fogosas E Furiosas.               |
| Brasileirinhas               | 2007 | Devassa                           |
| Brasileirinhas               | 2007 | Frota, Monica & CIA.              |
| Brasileirinhas               | 2007 | Vivi.com.anal.                    |
| Brasileirinhas               | 2007 | Mulheres que Traem 6.             |
| Brasileirinhas               | 2006 | Com O Cu Na Mão.                  |
| Brasileirinhas               | 2006 | Histórias De Uma Gueixa.          |
| Brasileirinhas               | 2006 | Garoto Berinjela.                 |
| Brasileirinhas               | 2006 | Pânico Das Mulheres.              |
| Brasileirinhas               | 2006 | Oliver O Gala Da TV.              |
| Brasileirinhas               | 2006 | A Campea Do Anal.                 |
| Brasileirinhas               | 2006 | Clube Privê.                      |
| Brasileirinhas               | 2006 | Garoto Berinjela.                 |
| Brasileirinhas               | 2005 | Invasão De Privacidade.           |
| Buttman                      | 2006 | Trepada Insana 6.                 |
| Buttman                      | 2006 | Dando Gostoso Na Praia'.          |
| Buttman                      | 2006 | No Limite Do Tesão.               |
| Buttman                      | 2005 | Scorpion 50 - O MITO.             |
| Buttman                      | 2005 | De Tudo.                          |
| Bonecas INT                  | 2005 | Me Chama Que Eu Vou.              |
| Clube Dos Cornos.            | 2005 | Traições de....                   |
| Combat Zone Video            | 2007 | Two Cocks In The Booty.           |
| Elegant Angel Productions    | 2007 | Big Wet Brazilian Asses 2.        |
| Evil Angel                   | 2007 | Azz Jazz 6.                       |
| Explicita                    | 2005 | Babando Pra Você 3.               |
| Icaro                        | 2007 | Vida Loka 4.                      |
| Introduction                 | 2006 | Ânus Arrombadus 2.                |
| Introduction                 | 2006 | Marido Traído.                    |
| Introduction                 | 2005 | Mistérios No Romanza.             |
| Legend, Macho Man Video      | 2007 | Girly Men.                        |
| Legend, Visual Images        | 2007 | Senoritas In Tha Hood 4.          |
| Metro Interactive            | 2007 | Believe Me I Wanna DP.            |
| Macho Man Video              | 2007 | Bi Space.                         |
| New Sensations               | 2007 | Brazilian Ass Feast.              |
| New Sensations               | 2007 | She Likes It In The Butt.         |
| Panteras                     | 2005 | Os Massagistas.                   |
| Private                      | 2004 | Carnaval Verão Vale-Tudo.         |
| Robert Hill Releasing        | 2008 | Bisexual Barebacking 7.           |
| Sexsites                     | 2007 | Gang Bang Com Suruba.             |
| Sexsites                     | 2005 | Sonhos Proibidos E Kittens 3.     |
| Sexxxy                       | 2007 | A Boa.                            |
| Sexxxy                       | 2007 | 4 Maneiras De Enganar Seu Marido. |
| Sexxxy                       | 2007 | As Caipirinhas.                   |
| Sexxxy                       | 2007 | Carnaval De Salão 2007.           |
| Sexxxy                       | 2006 | Contos De Natal.                  |
| Sexxxy                       | 2006 | Desejos E Delírios.               |
| Sexxxy                       | 2006 | Forum Especial Ano Novo 2º Temp.. |
| Sexxxy                       | 2006 | As Molhadinhas Da Cachoeira.      |
| Sexxxy                       | 2006 | Seleção Das Gostosas Esp. 2006.   |
| Sexxxy                       | 2005 | Malhação Anal.                    |
| Sexy Angel                   | 2007 | Prazeres Carnais.                 |
| Third Degree Films           | 2007 | Up'r Class 5.                     |
| Third Degree Films           | 2007 | Ready Wet Go 3.                   |
| Third Degree Films           | 2007 | Too Much Is Never Enough.         |
| Third Degree Films           | 2007 | Swallow The Leader 4.             |
| Zero Tolerance Entertainment | 2008 | All In.                           |

## Premios
| Año  | Premiación            | Resultado | Premio                                  |
| ---- | --------------------- | --------- | --------------------------------------- |
| 2006 | Adam Film World Award | Ganadora  | Mejor Actriz Joven Latina.              |
| 2007 | AVN Award             | Nominada  | Intérprete Femenina Extranjera del Año. |
| 2008 | AVN Award             | Ganadora  | Intérprete Femenina Extranjera del Año. |

## Filmes No Eróticos
2011:
- Zombeach.
- Driller Killer.